# Smoked meat
Le smoked meat (ou smoked-meat) est une spécialité de charcuterie originaire de Montréal au Québec. Il est traditionnellement servi sous la forme d'un sandwich composé de pain de seigle, de moutarde sucrée et de fines tranches de viande de bœuf fumée empilées. Le terme « smoked meat » (« viande fumée » en anglais) désigne aussi bien le sandwich que la viande elle-même.
Ce plat est d'origine est-européenne (Hongrie, Roumanie, Ukraine, Russie), selon une tradition venue des Grandes invasions asiatiques (Huns, Coumans, Petchénègues, Mongols), dont les peuples des steppes fumaient la viande pour mieux la conserver. 
Il semblerait que ce plat ait été introduit au Québec par l'immigration d'un grand nombre de Juifs est-européens à Montréal. Ceci s'applique aussi au bagel de style montréalais. Dans les recettes originelles d'origine d'Europe de l'Est et juive, la viande utilisée est la poitrine de bœuf. Avant fumage, la préparation de la viande est faite par salage, saumurage de la poitrine de bœuf aux épices comme la coriandre, l'ail et les graines de moutarde. Le terme smoked meat a été introduit dans la langue française en 1987.

## Terminologie
Lorsqu'il désigne le sandwich, le terme « smoked meat » est parfois remplacé par les périphrases génériques , « sandwich à la viande fumée » et « sandwich au bœuf fumé ». Le Grand Dictionnaire terminologique privilégie toutefois l'emploi des termes « smoked meat » et « sandwich au smoked meat », considérant que les périphrases précédemment mentionnées sont trop vagues. Le nom masculin « smoked meat » peut s'écrire avec un trait d'union.

## Service
Les sandwichs à la viande fumée sont servis dans nombre de restaurants célèbres de Montréal (Reuben’s, Schwartz's, Lester's, Ben's, Dunn's, Briskets et le Main Deli) et de Québec (Brynd Smoked Meat et Phil Smoked Meat). Dans ces restaurants, on retrouve le sandwich servi avec une salade de chou, des frites et un quart de cornichon. On assiste depuis quelques années à l'utilisation de la viande fumée dans d'autres préparations : poutine, pizza, quiche, soupe, salades, tacos, sauce tomate à la viande fumée, etc.
Le smoked meat montréalais est servi chaud et coupé à la main pour maintenir sa forme, car avec une trancheuse à viande la  viande tendre se désintègre. La coupe idéale de la viande devrait être d'environ 3 mm d'épaisseur, légèrement en biais et à travers le grain de la poitrine. 
Les poitrines entières sont conservés dans un steamer et sont tranchées lors des commandes  pour maintenir une température optimale. Souvent les restaurants non spécialisés et extérieur de Montréal ne possèdent généralement pas l'équipement et le volume de clients pour ce mets et ont donc des portions de viande froide prédécoupées qu'ils réchauffent quand un client commande un sandwich.  
Le client peut généralement spécifier la quantité de graisse dans sa portion viande fumée :
- lean : la partie de la poitrine maigre et la moins savoureuse. Relativement sain, mais sec ;
- medium : correspond à la viande qui se trouve au milieu de la poitrine. Parfois, c'est un mélange tranches de viandes maigres et grasses ;
- old-fashioned : une coupe entre moyen et gras et souvent tranchée un peu plus épais ;
- fat : la partie la plus grasse et savoureuse de la poitrine ;
- speck : se compose uniquement de la graisse sous-cutanée aux épices.

La plupart des chaînes de restauration et épiceries font appel à des usines de transformation de viande pour la préparation des poitrines de bœuf. La plus grande usine de transformation spécialisée dans le smoked meat implantée sur l'île de Montréal est celle des Aliments Levitts dans l'arrondissement LaSalle.

## Ancrage montréalais et internationalisation
Malgré les origines de l'aliment et son association avec les premières communautés juives de Montréal, et contrairement à ce qui est parfois affirmé, toutes les épiceries deli, restaurants et produits de viande fumée ne sont pas certifiés casher.
Sa popularité est telle que le smoked meat a dépassé son origine est-européenne pour être totalement associé à une culture populaire québécoise, voire canadienne. On trouve aujourd'hui la viande fumée partout au Québec et non plus seulement en région montréalaise. Plusieurs restaurants étrangers ont commencé à commercialiser la viande fumée à l'extérieur du Québec, sa popularité augmentant donc corrélativement.[réf. nécessaire]
Certains restaurateurs ont offert au Main Deli et à Schwartz's d'ouvrir des franchises dans diverses villes nord-américaines[réf. nécessaire], mais les propriétaires ont toujours refusé. Le 5 mars 2012, le restaurant Schwartz's a été vendu au couple René Angélil et Céline Dion qui n'ont pas l'intention de faire des modifications à ce restaurant.